# Jorge Wilstermann
Jorge Wilstermann (Punata, 23 de abril de 1910 — Sipe Sipe, 17 de janeiro de 1936) foi o primeiro piloto comercial da Bolívia. Depois da sua morte, seu amigo e então presidente da Lloyd Aéreo Boliviano, a LAB, Wálter Lemm, solicitou que o aeroporto de Cochabamba fosse rebatizado com o seu nome.
O mesmo aconteceu com o nome da equipe de futebol local, que foi formada com empregados da companhia aérea, e que se chama Club Jorge Wilstermann em sua homenagem.